# Campionati europei juniores di scherma 2008
I Campionati europei juniores di scherma del 2008 (2008 European Juniors Fencing Championships) sono stati organizzati dalla Confederazione europea di scherma e si sono svolti ad Amsterdam, nei Paesi Bassi, dal 3 all'8 novembre 2008.
Nel fioretto, si sono aggiudicati il titolo di campione europeo il polacco Paweł Osmański, che ha battuto in finale l'italiano Tommaso Lari, e l'italiana Martina Batini che ha avuto la meglio sulla polacca Marta Łyczbińska.
Nella spada l'italiano Riccardo Schiavina ha battuto in finale il magiaro Dániel Budai, mentre tra le donne la magiara Edina Antal ha superato l'italiana Marta Ferrari.
Nella sciabola il magiaro Nikolász Iliász ha prevalso sull'italiano Fabrizio Marino., mentre l'italiana Lucrezia Sinigaglia ha battuto la russa Viktorija Kovaleva.
Nei campionati europei juniores a squadre maschili, la nazionale ucraina ha prevalso nella finale del fioretto contro la Russia., mentre la nazionale italiana ha vinto nella spada contro la formazione magiara., ed infine la nazionale tedesca ha avuto la meglio sulla la compagine magiara nella sciabola.
Nei campionati europei juniores a squadre femminili, la nazionale russa ha prevalso nella finale del fioretto contro la Polonia, la Polonia ha vinto nella spada contro la compagine italiana, ed infine la formazione italiana ha avuto la meglio sulla la nazionale magiara nella sciabola.

## Podi

### Uomini
| Specialità  | Oro                                                                    | Argento                                                                  | Bronzo                                                                     |
| Individuali |                                                                        |                                                                          |                                                                            |
| Fioretto    | Paweł Osmański                                                         | Tommaso Lari                                                             | Nikolao Kontochristopoulos Timur Arslanov                                  |
| Spada       | Riccardo Schiavina                                                     | Dániel Budai                                                             | Andrea Cipriani Filip Broniszewski                                         |
| Sciabola    | Nikolász Iliász                                                        | Fabrizio Marino                                                          | Pablo Moreno Bence Gémesi                                                  |
| A squadre   |                                                                        |                                                                          |                                                                            |
| Fioretto    | Ucraina Rostyslav Hertcyk Volodymyr Koltyho Ihor Revuc'kyj Klod Junes  | Russia Timur Arslanov Dmitrij Komissarov Roman Kuts Dmitrij Žerebčenko   | Italia Tommaso Lari Tobia Biondo Alessio Foconi Giorgio Avola              |
| Spada       | Italia Enrico Garozzo Luca Ferraris Riccardo Schiavina Andrea Cipriani | Ungheria Szabolcs Jozsef Böjte Dániel Budai Mátyás File Márk Hanczvikkel | Ucraina Denys Borejko Anatolij Herej Jevhen Makijenko Jaroslav Ponomarenko |
| Sciabola    | Germania Max Hartung Marlon Hirzmann Lukas Rüller Benedikt Wagner      | Ungheria Bence Gémesi Nikolász Iliász Csaba Gall Áron Szilágyi           | Ucraina Nikita Nikitin Dmytro Pundyk Mychajlo Sklonnyj Andrej Trinkal'     |

### Donne
| Specialità  | Oro                                                                                   | Argento                                                                       | Bronzo                                                                       |
| Individuali |                                                                                       |                                                                               |                                                                              |
| Fioretto    | Martina Batini                                                                        | Marta Łyczbińska                                                              | Valentina De Costanzo Anastasija Moskovska                                   |
| Spada       | Edina Antal                                                                           | Marta Ferrari                                                                 | Ewa Nelip Corinna Lawrence                                                   |
| Sciabola    | Lucrezia Sinigaglia                                                                   | Viktorija Kovaleva                                                            | Irene Vecchi Réka Pető                                                       |
| A squadre   |                                                                                       |                                                                               |                                                                              |
| Fioretto    | Russia Kristina Novalin'ska Inna Deriglazova Ekaterina Kažikina Irina Elesina         | Polonia Justyna Anuszewska Hanna Łyczbińska Marta Łyczbińska Emilia Rygielska | Italia Martina Batini Valentina De Costanzo Alice Volpi Olga Rachele Calissi |
| Spada       | Polonia Katarzyna Dąbrowa Ewa Nelip Dominika Mosler Natalia Agnieszka Królak-Johansen | Italia Giulia Rizzi Rossella Fiamingo Marta Ferrari Carolina Buzzi            | Estonia Julia Beljajeva Nelli Paju Julia Zuikova Erika Kirpu                 |
| Sciabola    | Italia Rossella Gregorio Irene Vecchi Lucrezia Sinigaglia Maria Teresa Lajacona       | Ungheria Réka Benkó Réka Pető Anna Várhelyi Kata Várhelyi                     | Russia Julija Gavrilova Ol'ga A. Chramova Ksenija Ivanova Viktorija Kovaleva |